# لی چول-ها
لی چول-ها (کره‌ای: 이철하؛ زادهٔ ۱۲ سپتامبر ۱۹۷۰) یک کارگردان فیلم و فیلم‌نامه‌نویس اهل کره جنوبی است.
از فیلم‌ها یا مجموعه‌های تلویزیونی که وی در آن‌ها نقش داشته است می‌توان به عاشقم نباش، گربه‌های ولگرد و استوری آو واین اشاره نمود.
فیلم استوری آو واین در دوازهمین «جشنواره بین‌المللی فیلم سونوما» به نمایش درآمد. فیلم عاشقم نباش نامزد دریافت ۳ جایزهٔ ناقوس بزرگ شد اما با واکنش منفی منتقدان و تماشاگران مواجه شد.